# Українська папська колегія святого Йосафата
Українська Папська Колегія святого Йосафата в Римі (італ. Il Pontificio Collegio Ucraino di San Giosafat) — духовний навчальний заклад Української греко-католицької церкви. Працює в Римі під егідою Ватикану. Українські студенти живуть у колегії, продовжують тут свою священничу формацію, провадять літургійно-молитовне життя й одночасно навчаються в римських папських університетах. 
Колегія була заснована 18 грудня 1897 року, а в свою теперішню будівлю на пагорбі Джаніколо переїхала 1932 року. При колегії діють каплиця й бібліотека.

## Історія

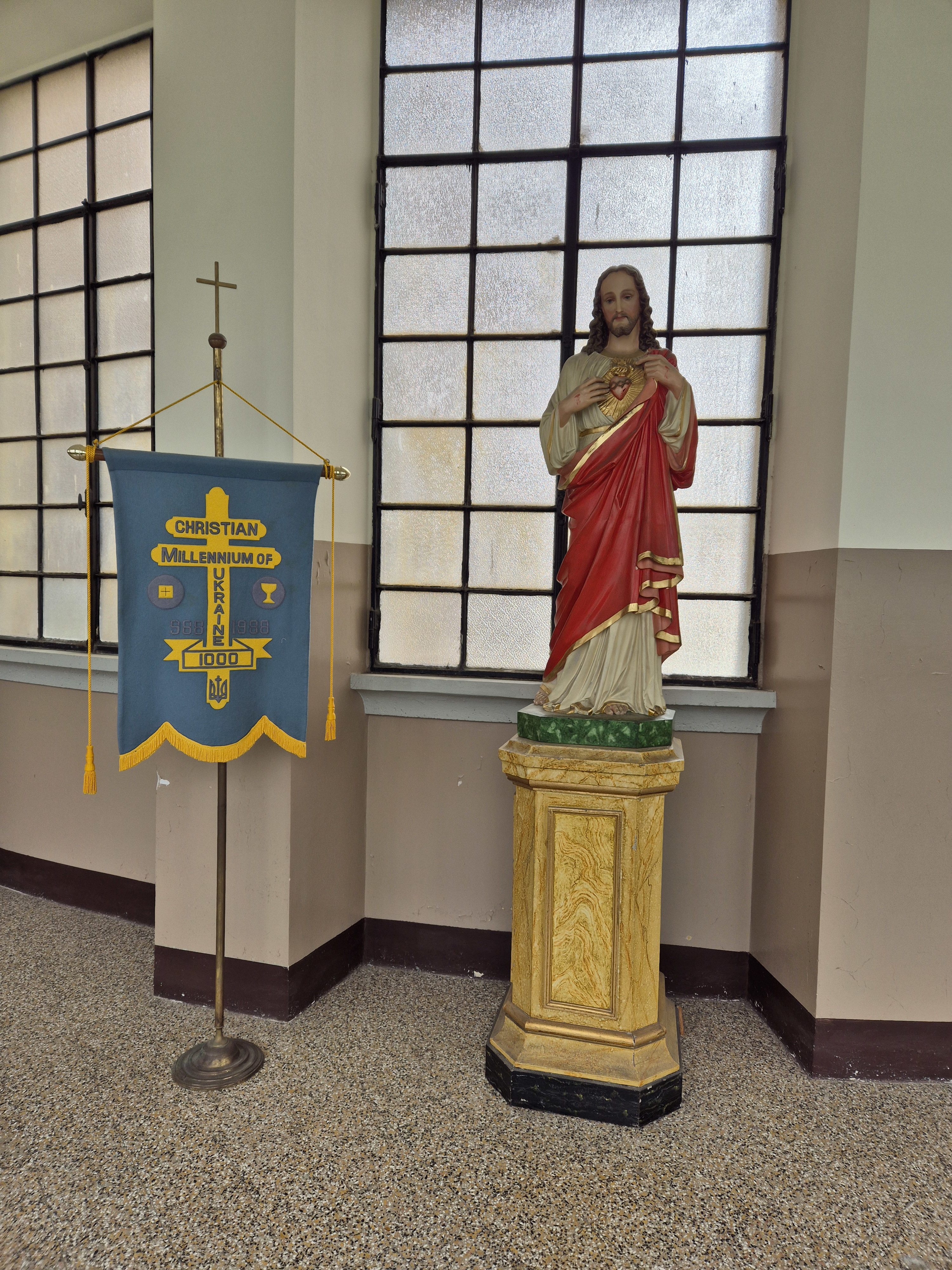
Статуя Христа в коридорі

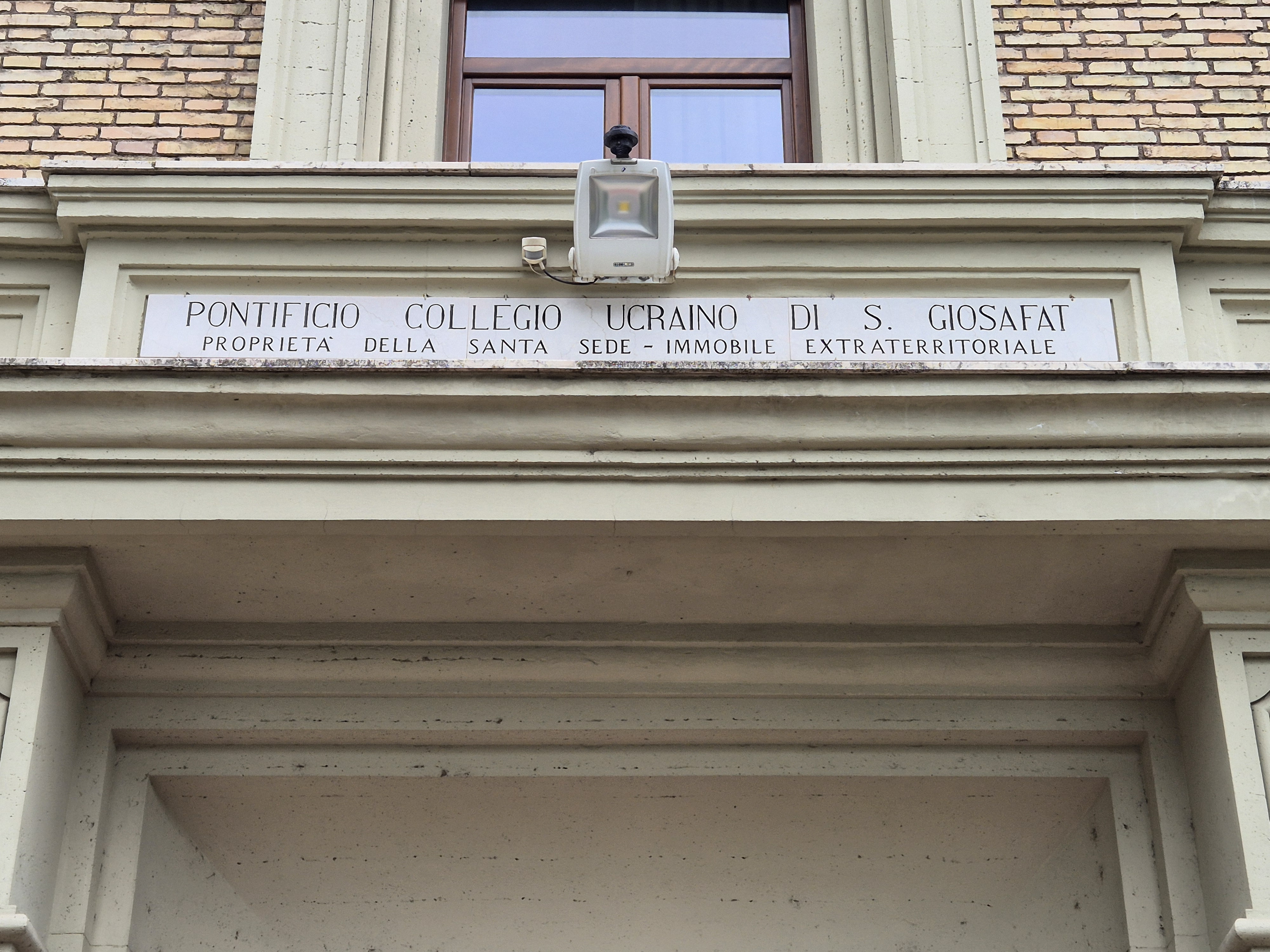
Напис над входом в колегію

Заклад був при церкві святого Сергія листом папи Льва XIII «Paternam Benevolentiam» як Папська руська колегія під керівництвом єзуїтів 18 грудня 1897 року. Початково він розташовувався на П'яцца-Мадонна-деі-Монті 3. У 1904 році керівництво закладом перебрали Василіяни.
Після Першої світової війни кількість українських студентів теології в Римі зросла, і в 1925 році ректор Діонісій Головецький звернувся до Ватикану з проханням про надання більшого приміщення. Завдяки Латеранським угодам 1929 року, Ватикан отримав від Італії велику земельну ділянку на пагорбі Джаніколо, де й розпочали будівництво нової колегії. 28 жовтня 1929 року урочисто освятили наріжний камінь нової будівлі, а 13 листопада 1932 року пройшло освячення вже завершеної будівлі колегії.
З 1941 року в колегії знаходиться резиденція Апостольського візитатора для українських католиків у Західній Європі. По Другій світовій війні якийсь час колегія була єдиною у світі українською католицькою духовною семінарією. Число студентів складало 20–50.
Під час Другого Ватиканського собору 1862–1965 років у колегії мешкали й проводили наради делегати Української греко-католицької церкви.
16 січня 1983 року Римський Папа Іван Павло II відвідав колегію, відправив молебень та виголосив промову українською мовою.
Від жовтня 1991 року студенти з незалежної України вперше отримали можливість навчатися у вищих духовних закладах Риму. Відтоді до колегії приїжджає багато українських студентів, слухають виклади в римських папських університетах, а в колегії вчаться літургії, обряду та українознавчих предметів. 
Від офіційного заснування в 1897 році в колегії навчалось сумарно близько 900 семінаристів (станом на 2019 рік). Неперіодично видають «Альма Матер». При колегії діє бібліотека.

## Ректори

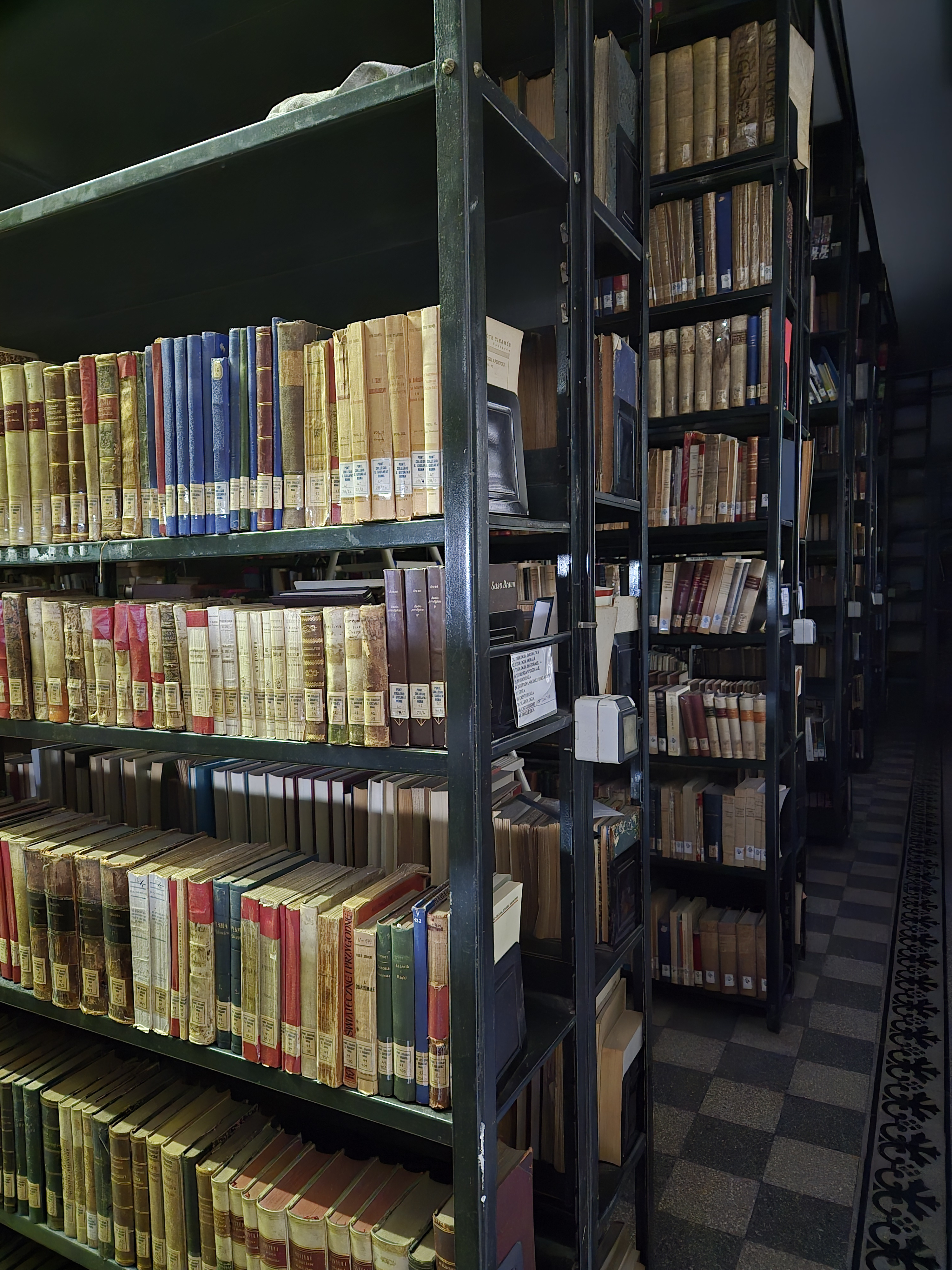
Бібліотека при колегії

- 1897—1899 — Роберто Ізолані[3], єзуїт
- 1899—1904 — Еудженіо Полідорі[3], єзуїт
- 1904—1905 — Арсеній Лозинський[3]
- 1905—1908 — Адріян Давида[3]
- 1908—1925 — Лазар Березовський (1915—1921 перерва через воєнні події)[3]
- 1925—1934 — Діонисій Головецький[3]
- 1934—1946 — Йосафат Лабай[3] (1934/1935 — проректор)
- 1946—1952 — Йосиф Заячківський[3] (1946—1948 — проректор)
- 1952—1953 — Микола Когут[3]
- 1953—1955 — Йосиф Мартинець[3]
- 1955—1966 — Іриней Назарко[3]
- 1966—1974 — Єронім Химій[3] (1966—1968 — проректор)
- 1974—1994 — Софрон Мудрий
- 1994—2009 — Ґенезій Віомар
- 2009—2015 — Степан Стареправо
- з 2015 — Луїс Касьяно

## Колегіальна каплиця

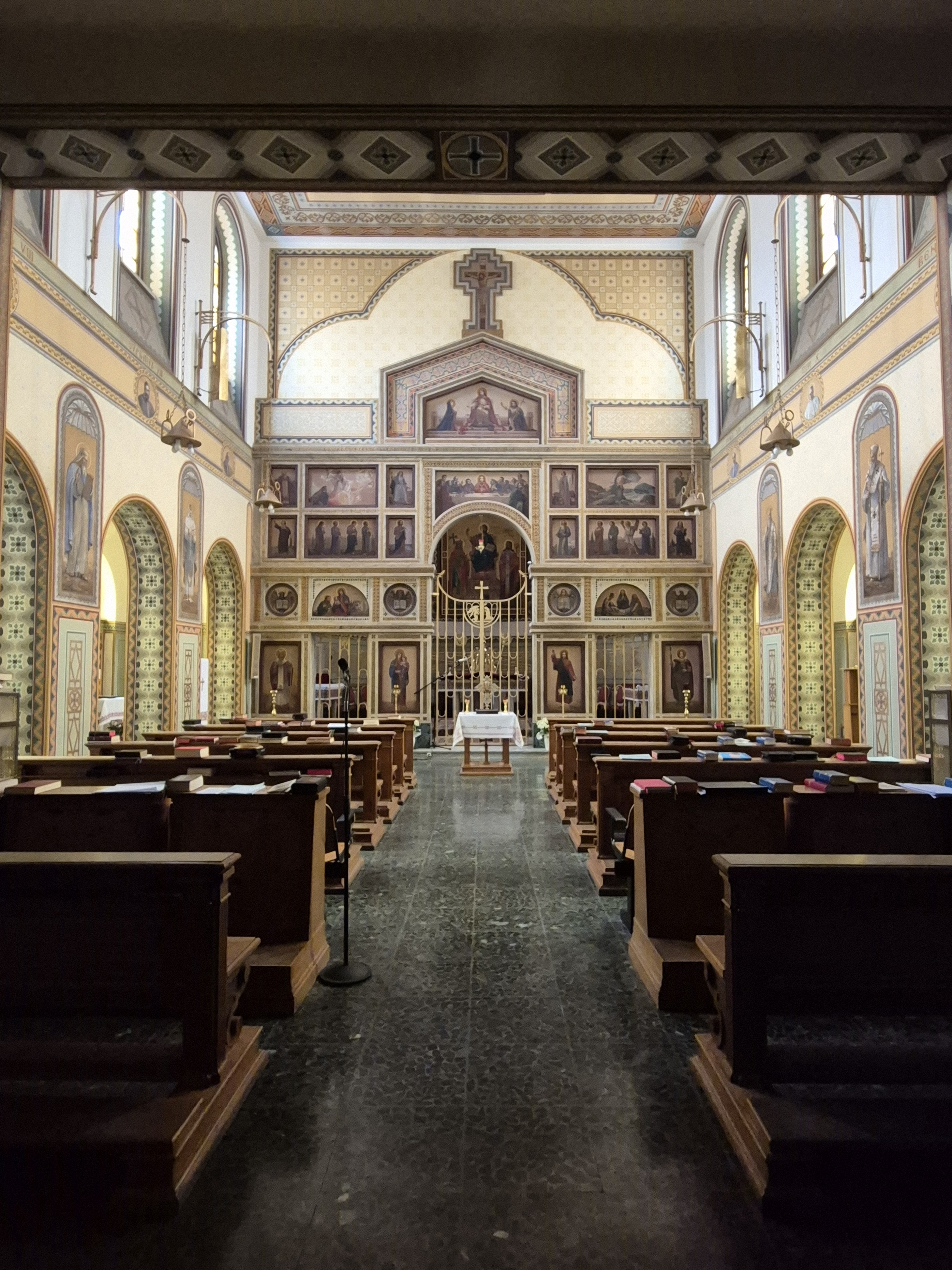
Колегіальна каплиця

Розпис колегіальної каплиці профінансували єпископи греко-католицької церкви — Андрей Шептицький, Григорій Хомишин, Йосафат Коциловський та інші. Виконав розпис художник Маріо Барберіс. У жовтні 1934 року він також створив іконостас з чотирма іконами, які зображали князя Володимира, княгиню Ольги, Івана Золотоустого та Івана Дамаскина. Ще дві ікони для бічних престолів написав Полліні — Покрови Пресвятої Богородиці і та Йосипа Назаретського. На початку 1935 року був встановлений мармуровий престол, розроблений Джеллі й виконаний Роттолі. 25 жовтня 1937 року Йосафат Коциловський прислав у каплицю позолочений кіот роботи львівського скульптора Андрія Коверко, вирізьблений з дерева у формі київського Софійського собору.
За 30 років після розпису каплиця потемніла, і її відновив Буфакі, учень Маріо Барберіса. 1966 року до оздоблення каплиці додали тетрапод і два мармурові проскомидійники, створені італійським митцем Уґо Маццеї та подаровані єпископом Йосифои Шмондюком, а також нова запрестольна ікона роботи Святослава Гординського, яка зображає Христа зі святими Йосафатом та Володимиром. 21 грудня 1966 року оновлення каплиці було завершено, і єпископ Іван Бучко наново освятив її.
Ще однієї реставрації каплиця зазнала 2006 року.